# Нефедьєв Леонід Ісаакович
Леонід  Ісаакович Нефедьєв (нар.11 червня 1946, Потсдам, Німеччина  — † 19 лютого 2010, Київ, Україна)  — український письменник-сатирик , афорист, російськомовний поет  і  художник, представник   андеграундної культури, учасник руху шістдесятництва й  самвидава.

## Життєпис
Леонід Нефедьєв народився внаслідок фронтового роману полковника медичної служби Гандельмана Ісаака Марковича (1903—1982) і медсестри Нефедьєвої Іраїди Дмитрівни (1918—2006). Доля звела їх у повоєнному розташуванні радянських військ у Східній Німеччині. Тут, у Потсдамі, 11 червня 1946 року у них народився син. Батько походив з багатодітної родини єврейського шевця з українського містечка Бердичіва Житомирської області («зробив себе сам», починаючи з чистильника взуття). Мати народилася в російському містечку Карачеві Брянської області в сім'ї священника й учительки. У 1950-х роках батьки несли військову службу на Далекому Сході СРСР, отримали від держави чимало орденів, медалей і матеріальної винагороди. Проте майбутній письменник соромився свого привілейованого становища і, виходячи з дому, перевдягав свій костюм з дорогого сукна на позичене у друзів дрантя, переживаючи разом з ними загальну повоєнну бідність (ця лінія поведінки визначила і надалі його життєву позицію та головне спрямування його творчості). Родина мешкала в Уссурійську, потім в Хабаровську. Коли батько у 1962 році вийшов у відставку, переїхав до Києва, де мешкав його брат та рідні, і де сім'я отримала квартиру на Дарниці.
Леонід закінчив 148 київську середню школу в 1964 році. Поступивши до Київського політехнічного інституту, він починає займатися літературно-критичною діяльністю. «Переїхавши у 1960-х роках з Хабаровська до Києва, був одним із засновників саморобного студентського журналу „Новий феєрверк“. Згодом разом з київськими друзями — філософом Євгеном Бистрицьким, Віктором Євдокименком, Ігорем Торліним та іншими — займався опозиційним самвидавом»
 Органи КДБ викликали на допит учасників стихійного видання, закидаючи антирадянщину, хоча її не було у прозі й віршах молодих авторів, але тоді було неможливо друкувати вільно, без цензури, тож «Новий феєрверк» було заборонено. Студенти ХПІ (Хабаровського педагогічного інституту) і КПІ звертались з відкритим листом до ЦК КПРС, в редакції «Літературної газети», «Ізвєстія», до відомих літераторів О. Твардовського, П. Антокольського, О. Межирова та ін., відстоюючи свободу слова. Наслідки для них були невтішні: хабаровських студентів Володимира Сополєва і А. Купріянова виключили з вишу, кияни також мали неприємні розмови в ректораті, тож у 1969 році Л. Нефедьєв покинув навчання в КПІ.
Захопившись літературою, Леонід вступив на філологічний факультет Національного університету ім. Шевченка, де продовжував активно спілкуватися з тими, хто мав вільне спрямування думок і почуттів. В колі інтелектуалів обговорювали новини культури, особливо захопилися філософією. На лекції цікавих філософів університету В. Босенка, І. Бичка та інших приходили з різних факультетів. Серед них була й художниця Олена Голуб, тоді студентка того ж КДУ, з якою Л. Нефедьєв одружився у 1973 році. Через рік, 1974, у подружжя народилася дочка Голуб Ганна Леонідівна, яку з дитинства оточувало богемне середовище. На стінах однокімнатної квартири завжди було багато картин: її мами, друзів Миколи Трегуба, Вудона Баклицького, Миколи Недзельського та ін., які влаштовували  там квартирні виставки.  
Невдовзі Леонід покинув навчання в університеті (після четвертого курсу вечірнього відділення). У 1980 розлучився з дружиною. За прикладом свого друга Юрія Смирного обрав роботу, яка б давала більше вільного часу для творчості й читання книжок (представляючи покоління «люмпен-інтелігенції», за висловом поета Андрія Вознесенського). Працював продавцем у книгарні, кочегаром і 15 років перед виходом на пенсію — апаратником на шкідливому виробництві заводу «Хімволокно». У 1985 році народилася дочка Аксьонова Дарія Леонідівна у громадянському шлюбі з робітницею того ж заводу Тетяною.
Літератор друкував афоризми у гумористичних журналах «Крокодил», «Перець» та інших, постійно жартував і всміхався, то весело, то з чорним гумором. Почав малювати картини, навчаючись у Вудона Баклицького, нефігуративні й химерні: «Створення всесвіту», «Поле снів», «Покривало Майї» і т. ін. Багато палив і зловживав алкоголем, був азартним гравцем; не тільки грав у дворі в шахи, а й у карти на гроші, які ніколи не затримувались надовго в його руках. Коли їх мав, купував книги, картини, колекціонував рідкісні мінерали й нумізматичні раритети. Потім продавав усе, коли програвав у карти, коли ж вигравав або отримував гонорар, знову купував книги, мінерали і т. д., поки бідність і хвороби не взяли гору. Продавши одну з двох своїх квартир, позичив деяким докучливим приятелям, що нахабно просили, чималі суми, які не було повернуто. Тож, коли йому самому вкрай знадобилися кошти на хірургічну операцію, не було чим заплатити. Діагноз лікарі поставили: пухлина мозку, доброякісна, але повільно росте й становить загрозу життю. Вірні друзі зібрали необхідні гроші, прагнучи врятувати письменника, але Леонід передумав йти на операцію, не бажаючи стати «овочем»..
Філософ   Андрій  Беліченко написав про свого друга проникні рядкі: «Льоня був лагідний і впертий, він наполегливо стукав у двері літератури і таки увійшов до неї. І його кімната стала непустою, адже він приніс у неї своє життя з її подробицями та подіями, запах і смак того щойно скошеного сіна Буття, з якого він і складав свої листи ні до кого, свої розповіді та притчі. Хтось їх почув, комусь було достатньо просто знати його та говорити. Доля письменника, поміщеного у реальність, робить цю реальність літературою».
Помер у своєму ліжку вранці 19 лютого 2010 року. Похований на Байковому кладовищі (ділянка 27).

## Творчість
Волелюбний і анархічний, Леонід Нефедьєв у своїй творчості відштовхувався від радянського помірного соцреалізму, тяжіючи до ексцентричної  афористичної форми, іронізуючи з усталеного принципу «правди життя», доводячи його до абсурду. Тому його стилістика перегукується часом з абсурдистською літературою Хармса. Співзвучний своєму часу, письменник представляв  панк напрямок в літературі, тобто нонконформізм, індивідуальний бунт проти звичних суспільних норм, зумисну спрощеність, вульгарність і певну агресивність щодо читацької аудиторії.
 
Починав літературну діяльність з поетичних творів, які друкував у саморобному журналі «Новий феєрверк», з 1966 по 1969 рі за його участі вийшло 15 номерів. Відчувався вплив В. Маяковського у побудові віршових строф, а також у публіцистичній спрямованості й виразній громадській позиції. Поема Л.Нефедьєва «Тараканісімус», створена у 1988 році, має сатиричну антитоталітарну спрямованість і, хоча не була надрукована в офіційних виданнях, отримала схвальну оцінку деяких поетів.  Давид Самойлов написав автору в листі: «Чимало фрагментів, строфи читаються добре. Їх легко запам’ятати й використати як «зброю», що ви й ставили на меті...Вважаю, що праця ваша не марна й варта бути опублікованою».
Прозові твори Л.Нефедьєва (кінець 1990-х -2010)  можна віднести до напрямку брудний реалізм. Це термін, введений американським письменником Білом Буфордом, у 80-х роках ХХ сторіччя для позначення літератури, що ставила на меті зображення людських пороків, як, наприклад,  у творах  Чарлза Буковскі. Герої брудного реалізму — примітивні люди, трудяги або  безробітні, з маргіналізованою свідомістю, які постійно відчувають відчуження й розчарування, компенсуючи їх алкоголем,  безладним сексом,  дешевими романами і телесеріалами,  говорять мало й жорстко.

Літературний  герой Ван Ванич, хронічний алкоголік з незмінним маршрутом від убогої оселі до дешевої забігайлівки, що постійно жаліється на нестачу грошей, має чимало автобіографічних рис Л.Нефедьєва.  Проза з цим персонажем, надрукована у  співавторстві з Веле Штилвелдом та його доповненнями, має підзаголовок «народний роман» і узагальнює картину пострадянського «дна».
У творах Л.Нефедьєва, виданих окремо як «Щоденник дерев’яного чоловічка» Ван Ванич ще далі інволюціонував  від нормального стану до зубожіння, відсутності теплих почуттів. З ним відбулося «здерев’яніння» людини, перетворення на цинічного Буратіно, що механічно пересувається у світі, якого не розуміє (як і світ його). Із  його присмеркової свідомості іноді народжуються фрази, не позбавлені розсудливості, про релігію або політику, вкупі з прізвищами й цитатами відомих авторів, як спроба героя навести лад у думках, що безнадійно розлітаються у всі боки. 

Деякі молоді автори підхопили й розвинули далі напрямок, сміливо вводячи в текст лайливі, колись нецензурні слова, як от Іван Кулінський, який прислухався до літературних порад  Л. Нефедьєва, створюючи дещо брутальний збірник віршів «Ненаповнювачі»(на відміну від  ліричної стилістики віршів матері, української  поетеси Тамари Кулінської, яка їх познайомила).

### Публікації
Доробок Леоніда Нефедьєва налічує понад дві тисячи афоризмів, іронізмів та парадоксів, надрукованих у періодичних виданнях  СРСР та України: 

«Перець», «Крокодил», «Москва», «Дадзис», «Чаян», «Під прапором ленінізма», «Урал», «Наша жизнь», «Радуга», «Донбас», «Литгазета», «Литроссия», «Корреспондент», «Сибирские огни», «Дон», «Человек и закон», «Звезда Востока», «Пачемыш», «Журналист», «Книжное обозрение», «Комсомольское знамя(КОЗА)», «Турист», «Вечірній Київ», «Клуб и художественная самодеятельность», «Наука и религия», «Вожык», «Аврора», «Старт», «Шмель», «Вітчизна», «Труд», «Дальний Восток», «Киперуш», «Балаган». 

Книги: 

На рос.:  У зб.: Нестор з «Крокодила»: крокодильский літературний спадок за 50 років (1922–1972) — М. : Правда, 1972.

На рос.: У зб.: Крокодильска сатирична енциклопедія. М.: Правда, 1972.

У зб.: Афоризми. К.: Радянська Україна.  Бібліотека «Перця» № 198, 1975, ст. 5-15.

На рос.: Еротизми, іронізми й парадокси. К., 1995.

На рос.: Ізборник. К., 1996.

На рос.: Гіперболи.К., 1997.

На рос.: Параболи століття. К.,1998.

На рос.: Напівказки ( співавт. Веле Штилвелд). К., 2000.

На рос.: Жив собі Ван Ванич ( співавт. Веле Штилвелд). Вороніж. 2002 
  
На рос.: Щоденник дерев’яного чоловічка.// С-Пб.: Алетея, 2006

На рос.: Із «Щоденника дерев’яного чоловічка». Міжнародний літературний журнал «Kreschatik» ( ред. Борис Марковський) №38, 2007, ст.351-352. ISSN 1619-2966

### Вислови
- Навіщо вам завтрашній день, якщо ви не знаєте, куди подівся вчорашній?
- Якщо змію годувати медом, чи буде отрута солодшою?
- Якщо сів у калюжу, переконай себе, що тобі прописані грязьові процедури.
- Час — найкращі ліки. Але не в дуже великих дозах.
- Життя може пройти мимо. Смерть — ніколи! [11]